# Tatosoma mistata
Tatosoma mistata là một loài bướm đêm trong họ Geometridae.